# Сиязьма
Сиязьма (рос. Сиязьма) — село у складі Ардатовського району Нижньогородської області. Входить до складу робітничого селища Ардатов. Входило до складу скасованої Чуварлей-Майданської сільради.

## Географія
Розташоване за 9 км на південний захід від робітничого поселення Ардатов, по берегах невеликої пересихаючої річки Сиязьма.
Вулиці села розташовані по берегах річки. На північному заході та південному заході листяні ліси.

## Населення
| 1999 | 2002 | 2010 |
| ---- | ---- | ---- |
| 49   | ↘36  | ↘17  |